# Darwin (Austrálie)
Darwin je hlavní město a sídlo správy Severního teritoria a nejdůležitější přístav Severní Austrálie. 

## Historie
Tradičními obyvateli oblasti byli a jsou Larrakové, tito domorodci tvoří dosud významnou část populace, mají vlastní jazyk, mytologii a kulturu a nazývali svou původní osadu Garramilla. jejich představitel je vyobrazen jako štítonoš ve znaku města. 
Britové do zálivu připluli 9. září 1839 během prvního průzkumu na lodi HMS Beagle. Byl mezi nimi skotský mořeplavec John Clements Wickham, ten při druhé plavbě pojmenoval přístav „Port Darwin“ na počest společníka, přírodovědce Charlese Darwina, který se zúčastnil předchozí plavby lodi. Osada byla v roce 1869 povýšena na město s názvem Palmerston, od roku 1911 se zkrácený název „Darwin“ užívá pro celé město a Palmerston je jeho satelitním městem.
V roce 2019 město mělo přibližně 150 tisíc obyvatel.
Legislativní shromáždění Severního teritoria sídlí od roku 1994 v nové parlamentní budově, ve které je také umístěna knihovna Severního teritoria.
V průběhu minulého století bylo město dvakrát téměř zničeno. 19. února 1942 na město zaútočilo japonské letectvo. 
V prosinci 1974 větší část města poničil Cyklón Tracy (v této oblasti se cyklón nazýval Willy).
Od 16. ledna 2004 je Darwin spojen železnicí s vnitrozemským městem Alice Springs a tím k páteřní části australských železnic.

## Vzdělání
V roce 1974 byla založena první kolej, od roku 1989 se statutem univerzity. V roce 2003 z ní vznikla veřejná Univerzita Charlese Darwina (CDU), která má v současnosti 8 campusů ve městech celé metropolitní oblasti.

## Partnerská města
- Kalymnos, Řecko
- Anchorage, Aljaška, Spojené státy americké
- Ambon, Indonésie
- Chaj-kchou, Čína
- Milikapiti, Austrálie
- Dili, Východní Timor
- Honolulu, Hawaii, Spojené státy americké

## Galerie

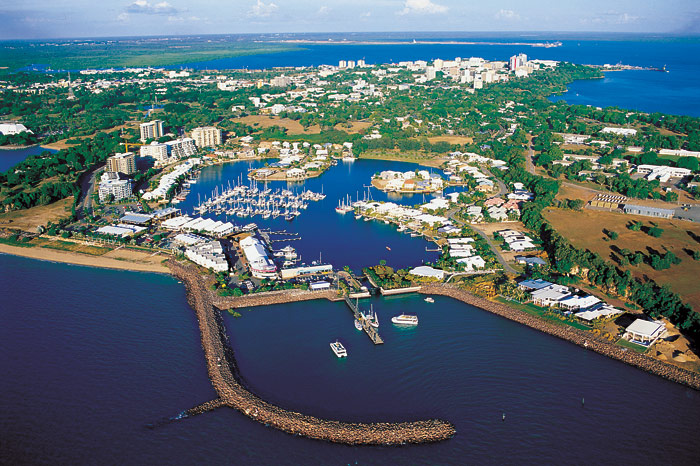
Darwin, letecký pohled na přístav Cullen Bay
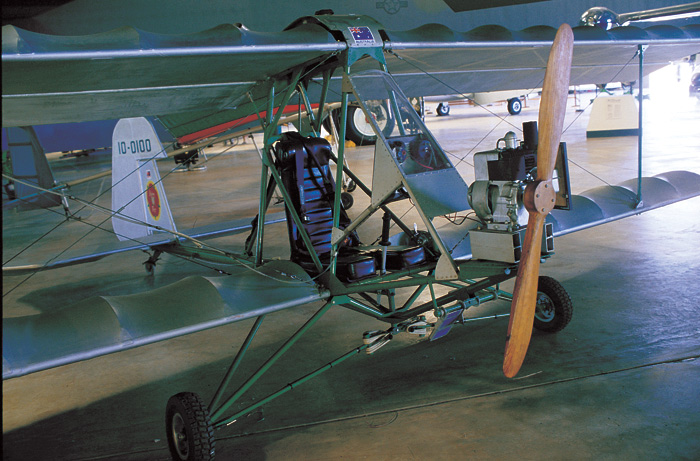
Muzeum letectví – 1. ultralight Hover Bird
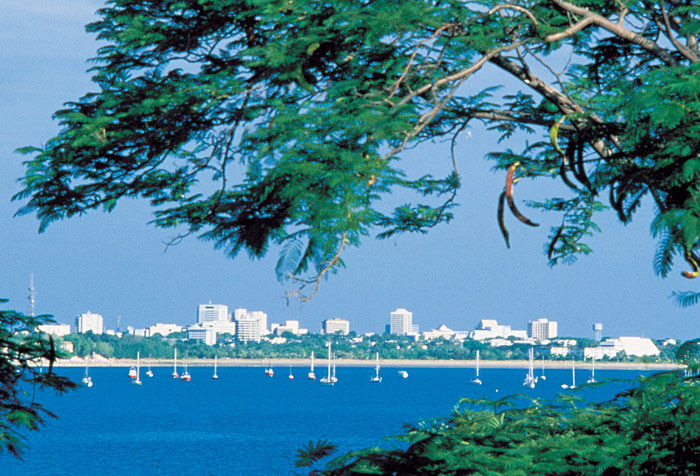
Pohled na město od East Point
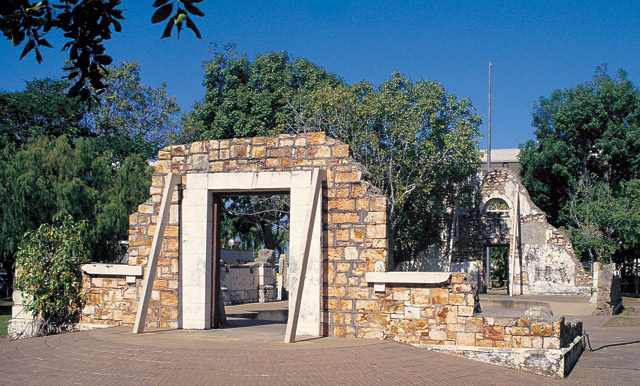
Zříceniny radnice
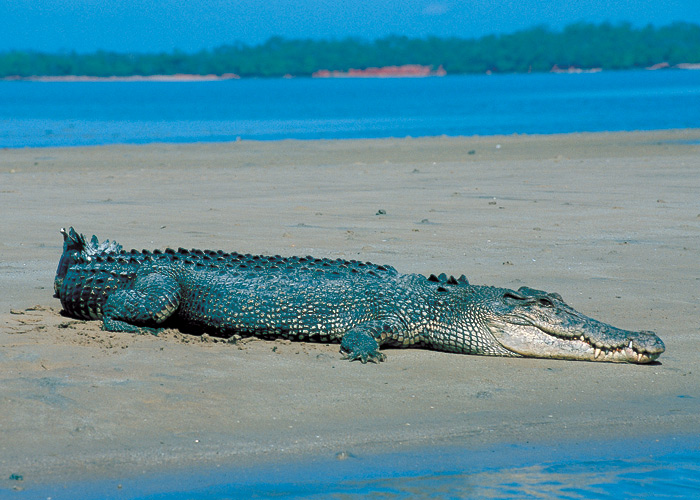
Krokodýl mořský nedaleko Darwinu
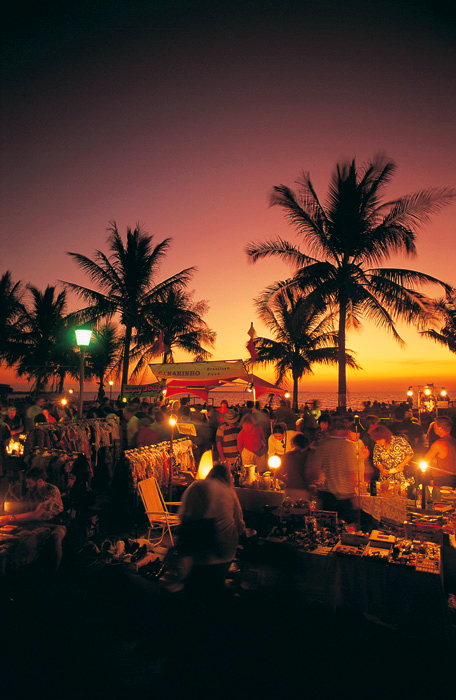
Tržiště na Mindil Beach
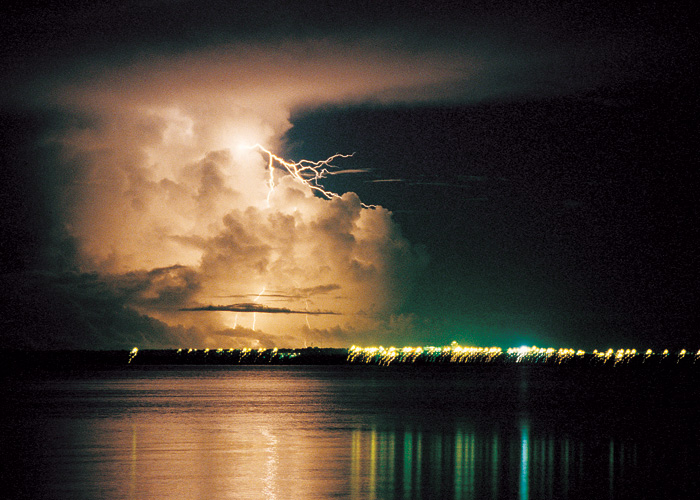
Noční bouře v období dešťů